# 자사주재매입
자사주재매입(自社株再買入, share repurchase, stock buyback)은 기업이 자사주를 주주로부터 사들이는 것을 말한다. 자사주매입, 자사주취득(自社株取得)이라고도 한다.
자사주재매입은 배당에 비해 유연하게 주주에게 투자금을 돌려주는 방법이며, 소유권 구조의 변경을 목적으로 이루어지기도 한다. 공개 시장에서 매수하거나 모든 주주로부터 일괄 구입하는 방법으로 매입이 시행된다.
대부분의 국가에서 기업이 자사주를 매입하는 경우 기업이 매입 과정에서 현금을 주주에게 지급하고, 그 대가로 받은 주식을 총발행주식에서 소각하거나 재발행을 위해 자기주식으로 소유하게 된다.
어떤 주주는 재매입에 반대하는 경우도 있다. 이런 경우 법원이 매입이 합리적인 주의하에 이루어졌는지 충실의무를 따라 이루어졌는지 살펴보게 된다.

## 같이 보기
- 자기주식